# Meïganga
Meïganga är en ort i Kamerun.   Den ligger i regionen Adamaouaregionen, i den centrala delen av landet, 400 km nordost om huvudstaden Yaoundé. Meïganga ligger 970 meter över havet och antalet invånare är 80 100.
Terrängen runt Meïganga är huvudsakligen platt. Meïganga ligger nere i en dal. Trakten runt Meïganga är glesbefolkad, med 11 invånare per kvadratkilometer. Det finns inga andra samhällen i närheten. Trakten runt Meïganga är huvudsakligen savannskog.